# Centroctena
Centroctena é um gênero de mariposa pertencente à família Bombycidae.